# Exhall
Exhall – wieś w Anglii, w hrabstwie Warwickshire, w dystrykcie Nuneaton and Bedworth. Leży 23 km na północ od miasta Warwick i 142 km na północny zachód od Londynu.